# Wählertypologie

## Wählertypologie nach Strohmeier
Der Politikwissenschaftler Gerd Strohmeier hat 2002 eine Wählertypologie aufgestellt.
Die vier Wählertypen kombinieren sich einerseits aus ihrer Parteibindung und andererseits aus ihrem politischen Interesse und ihrer politischen Bildung. Beide Faktoren können stark, aber auch schwach ausgeprägt sein und machen folgende Aufteilung möglich.
| Traditionale Stammwähler hohe Parteibindung, niedrige Rationalität      | Wertrationale Stammwähler hohe Parteibindung, hohe Rationalität        |
| Affektuelle Wechselwähler niedrige Parteibindung, niedrige Rationalität | Zweckrationale Wechselwähler niedrige Parteibindung, hohe Rationalität |
| ----------------------------------------------------------------------- | ---------------------------------------------------------------------- |

- Traditionale Stammwähler: Er zeichnet sich durch eine hohe Parteibindung und eine weniger stark ausgeprägte politische Rationalität aus. Er wählt aus Tradition oder Gewohnheit immer die gleiche Partei, ohne rationale Überlegungen zu seiner Wahlentscheidung einzubeziehen. Der traditionelle Stammwähler ist außerdem immun gegen Einflüsse anderer Konkurrenzparteien.

- Affektuelle Wechselwähler: Er zeichnet sich durch eine niedrige oder fehlende Parteibindung wie auch eine weniger stark ausgeprägte Rationalität aus. Er entscheidet aus aktuellen Gefühlslagen oder nach emotionalen Einflüssen. Der affektuelle Wechselwähler wählt etwa Parteien nach Sympathie für Kandidaten.

- Wertrationale Stammwähler: Er zeichnet sich durch eine hohe Parteibindung und auch durch eine hohe Rationalität aus. Er wählt aus Überzeugung immer die gleiche Partei und sieht seine Werte und Ideologie durch diese am besten vertreten.

- Zweckrationale Wechselwähler: Er zeichnet sich durch eine niedrige oder fehlende Parteibindung wie auch eine stark ausgeprägte Rationalität aus und entspricht so dem Idealtyp des Wählers in demokratischen Systemen. Sein Wahlverhalten zeichnet sich durch ein rationales Abwägen von Vor- und Nachteilen seiner jeweiligen Wahlentscheidung aus.

Zu beachten ist, dass es „grundsätzlich nicht den Wähler oder das Wahlverhalten oder die Wahlentscheidung, sondern unterschiedliche Wählertypen mit unterschiedlichem Wahlverhalten und - daher - unterschiedlichen Wahlentscheidungen.“ gibt und diese Einteilung eine idealtypische Einteilung mit ihren jeweiligen Extremformen ist.